# Papa rellena
La papa rellena (en Hispanoamérica) o patata rellena (en España) es un plato típico que forma parte de las gastronomías de Bolivia, Chile, Colombia, Ecuador, Venezuela, República Dominicana, Cuba, Perú,y Puerto Rico. Consiste en una masa frita de papa cocida, rellena de carne de vacuno, pollo, queso, cebollas, aceitunas, huevos duros, entre otros ingredientes picados.

## Historia
El posible origen de la técnica culinaria de rellenar papas con carne se halla en el aporte cultural de la gastronomía morisca llevada a América por las esclavas norteafricanas, que acompañaron a los españoles durante la Conquista americana, quienes tenían por costumbre usar como relleno picadillo de carne (como con las empanadas), usando la americana papa para crear este plato.
Una de las recetas más antiguas de papas rellenas que se conocen se encuentra en el Nuevo Manual de la Cocina Peruana de 1895.

## Variantes regionales

### Colombia
Se rebozan en huevo crudo y se enharinan con harina de maíz, de trigo o migas de pan para freírse posteriormente.

### Cuba
Se rellenan con picadillo.

### Puerto Rico
Se denomina "relleno de papa" y se rellenan con queso, picadillo o carne molida. Como en Colombia, las pelotas de papas rellenas se rebozan en huevo crudo y se enharinan con harina de maíz, de trigo o migas de pan para freírse posteriormente.

### Perú
También se llaman papas rellenas a la criolla, se le agrega chuño para darle mayor consistencia a la masa y el relleno lleva aceitunas negra botija, ají panca y cebollita china (aunque no es muy común, y se suele añadir cebolla roja). La forma de la papa rellena es alargada, no redonda. Se sirve con salsa criolla, crema de huacatay o salsa de ají si se come sola como piqueo, y acompañada opcionalmente de arroz blanco como plato de fondo.